# Stephen Wiltshire
Stephen Wiltshire (MBE, Hon.FSAI. (24. april 1974 i London i England) er en arkitektonisk kunstner som er diagnosticeret med autisme og savant-syndromet.
Wiltshire er mest kendt for hans enestående evne til at tegne et helt nøjagtigt billede af et landskab efter at have set det i kort tid. Han studerede billedkunst og tegning ved City and Guilds Art College. Hans mange værker er populære over hele verden. Wiltshire var stum, og som treårig blev han diagnosticeret som autist. Samme år døde hans far i en motorcykelulykke. Fem år gammel blev Stephen sendt til Queensmill School i London, hvor han udtrykte interesse for tegning og maleri.

## Karriere
Wiltshire begyndte at kommunikere gennem sin kunst. I en alder af otte år, begyndte han at tegne imaginære bylandskaber og biler. Hans lærere opmuntrede ham, og med deres hjælp lærte Wiltshire at tale i en alder af fem år. I 1987 blev Wiltshire del af et BBC-program med titlen The Foolish Wise Ones. En samling af hans tegninger og malerier blev udgivet samme år.
Fra 1995 til Wiltshire dimitterede i 1998, deltog han på City and Guilds of London Art School i Lambeth i Sydlondon. Efter at have været på korte helikopterture over byer har han tegnet Rom, Hongkong, Frankfurt, Madrid, Dubai, Jerusalem og London på enorme lærreder, efter kun at have set byerne ovenfra i kort tid.
I 2006 blev Stephen Wiltshire udnævnt til medlem af Order of the British Empire for sin indsats for britisk kunst. I september 2006 åbnede Stephen sit eget galleri i Royal Opera Arcade på Pall Mall i London. Den 15. februar 2008, blev han af ABC News tildelt titelen Person of the Week. Stephens værker har vært genstand for mange tv-dokumentarer i årenes løb. Neurologen Oliver Sacks skriver om ham i sin bog i kapitlet "vidunderbarn". Wiltshire har selv publiceret flere bøger og den tredje af hans bøger Floating Cities kom på Sunday Times' liste over bestsellere.
I juli 2009 blev Wiltshire udnævnt til ambassadør for Children's Art Day i Storbritannien. Hans værker er nu populære over hele verden. Hans seneste projekter omfattede Sydney, og under hans besøg hos Bermuda National Gallery slog salget af hans tegninger af Hamilton City alle  prisrekorder på en auktion.